# Morada en las montañas Fuchun (película de 2019)
Morada en las montañas Fuchun (título internacional: Dwelling in the Fuchun Mountains; título original en chino simplificado: Chun Jiang Shui Nuan) es una película china de 2019 dirigida por Gu Xiaogang . Fue estrenada en la Semana de la Crítica de Cannes en mayo de 2019, donde cerró su 58° edición.

## Sinopsis
En Fuyang, a orillas del río Fuchun, la celebración por el 70 cumpleaños de la abuela sale mal, ya que esta tiene graves problemas de salud. Son el hijo mayor y su esposa quienes luego cuidarán de ella, cuando ya están abrumados con su restaurante y planean encontrar un buen marido para su hija. Esta, muy unida a su abuela, es maestra y está enamorada de una de sus compañeras a quien sus padres no aceptan. El segundo hermano y su esposa son pescadores y viven miserablemente en su bote, mientras también intentan casar a su hijo. El tercer hermano intenta cuidar a su hijo con síndrome de Down mientras gana dinero en juegos clandestinos. El más joven sigue soltero y busca esposa.
La película cuenta la historia de estos cuatro hermanos y su familia, atravesando dificultades para sobrevivir en una China cambiante y modernizada, dejando atrás a los más débiles y pobres. Las estaciones pasan, siguiendo el curso del inmutable río Fuchun.

## Ficha técnica
- Título original :en chino, 春江水暖; pinyin, chūnjiāng shuǐnuǎn (Morada en las montañas Fuchun)
- Director : Xiaogang Gu
- Fotografía : Xu Deng, Ninghui Yu
- Asamblea : Xinzhu Liu
- Productores : Suey Chen, Megan Sung, Li Jia (productor ejecutivo)
- Productores asociados : Michel Merkt
- Compañía de producción : Imágenes de Beijing Qu Jing
- Empresa distribuidora : Selección ARP (Francia)
- Ventas internacionales :
- País de origen : China
- idioma original : chino
- Formato : color - 1,85:1 - 35 mm
- Duración : 150 minutos
- Género : drama, romance
- Fechas de lanzamiento :
  - Francia :mayo de 2019 ( Festival de Cannes - Semana de la Crítica ) ;1 de enero de 2020 (lanzamiento nacional)

## Contexto
En palabras de su director, el título de la película hace referencia al famoso cuadro que lleva el mismo título de Huang Gongwang ( Dinastía Yuan ). Pero mientras la pintura XIV XIV siglo evoca una vida apacible, dispersa a lo largo de las orillas del río, la película muestra la vida de la China actual. Gu Xiaogang habla de su sorpresa cuando encontró su ciudad natal completamente transformada poco antes de los Juegos Olímpicos de 2008 .
La historia transcurre íntegramente en la ciudad-distrito de Fuyang, en la provincia de Zhejiang, ciudad natal del director, situada en la ciudad-prefectura de Hangzhou, cercana a la megalópolis de este último en vías de convertirse en distrito, y en plena reconstrucción desde el comienzo XXI 21 siglo, como todo lo relacionado con el urbanismo contemporáneo en China . Un metro conectará los dos núcleos urbanos y una línea de alta velocidad lo unirá con Pekín en 5 horas. En palabras del director, el tiempo es el personaje central.
La película también está inspirada en otra pintura famosa en China. : Junto al río durante el Festival de Qingming, del XVIII XVIII siglo, que se inspira en un cuadro mucho más antiguo que lleva el mismo título, y que data del siglo XII, en la época de la Canción.
La película evoca las estaciones de la vida así como las estaciones de la naturaleza. Los dos rollos presentan multitud de personajes, muy vivos, a diferencia del cuadro de Huang Gongwang. La vida que atraviesa la película se corresponde más con la representada en los dos rollos que muestran la actividad de una gran ciudad, pero en momentos que nos son muy lejanos hoy.

## Recepción de la crítica
La mirada de Gu Xiaogang es benévola y melancólica. [...] La emoción estética se une a la identificación con los sueños y al efecto boomerang de la realidad. Un montaje ambicioso, pero que no aplasta todo a su paso. El objetivo artístico del cineasta no olvida el precioso corazón de su obra: la vulnerabilidad.